# Agasalkatta, Haliyal
Agasalkatta là một làng thuộc tehsil Haliyal, huyện Uttara Kannada, bang Karnataka, Ấn Độ.